# Sucralose
Sucralose là một chất làm ngọt nhân tạo và chất thay thế đường. Phần lớn các sucralose ăn vào không bị cơ thể phân nhỏ ra, do đó, nó không chứa calo. Trong Liên minh châu Âu, nó còn được biết đến dưới số E E955. Sucralose ngọt hơn đường mía khoảng 320 đến 1.000 lần, ngọt hơn ba lần aspartame, ngọt hơn hai lần saccharin và ngọt hơn ba lần acesulfame potassium. Nó ổn định dưới tác động nhiệt và qua một loạt các điều kiện pH. Do đó, nó có thể được sử dụng trong nấu nướng hoặc trong sản phẩm đòi hỏi một thời gian sử dụng lâu hơn. Sự thành công thương mại của sản phẩm sucralose dựa trên xuất phát từ so sánh thuận lợi để các chất làm ngọt có hàm lượng calo thấp khác về hương vị, sự ổn định và an toàn. Tên thương hiệu thường gặp của các chất làm ngọt sucralose dựa trên là Splenda Zerocal, Sukrana, SucraPlus, Candys, Cukren, và Nevella. Canderel Vàng còn chứa sucralose, nhưng Canderel gốc và Green Canderel thì không.

## Lịch sử
Sucralose được phát hiện vào năm 1976 bởi các nhà khoa học từ Tate & Lyle, làm việc với các nhà nghiên cứu Leslie Hough và Shashikant Phadnis tại Queen Elizabeth College (nay là một phần của Đại học Hoàng gia London). [Cần dẫn nguồn] Trong khi nghiên cứu cách sử dụng sucrose và các dẫn xuất tổng hợp của nó dùng trong công nghiệp, Phadnis được cho biết để "thử nghiệm" một hợp chất đường clo. Phadnis nghĩ Hough hỏi anh ta để "hương vị" nó, vì vậy ông đã làm. Ông thấy các hợp chất được đặc biệt ngọt.
Tate & Lyle cấp bằng sáng chế chất trong năm 1976; như năm 2008, bằng sáng chế chỉ còn lại liên quan đến quá trình sản xuất cụ thể.
Sucralose lần đầu tiên được chấp thuận cho sử dụng tại Canada vào năm 1991. chấp thuận tiếp theo đến ở Úc vào năm 1993, tại New Zealand vào năm 1996, tại Hoa Kỳ vào năm 1998, và trong Liên minh châu Âu vào năm 2004. Đến năm 2008, nó đã được chấp nhận tại hơn 80 quốc gia, bao gồm cả Mexico, Brazil, Trung Quốc, Ấn Độ và Nhật Bản. Trong năm 2006, Cục Quản lý Thuốc và Thực phẩm Mỹ sửa đổi các quy định đối với thực phẩm bao gồm sucralose như một "chất làm ngọt phi dinh dưỡng" trong thực phẩm. Trong tháng 5 năm 2008, Fusion Nutraceuticals tung ra một sản phẩm chung cho thị trường, sử dụng Tate & Lyle bằng sáng chế.
Trong tháng 4 năm 2015, PepsiCo công bố rằng hãng sẽ được di chuyển từ aspartame để sucralose cho hầu hết các loại đồ uống dành cho người ăn kiêng của mình ở Mỹ, do doanh số bán của Diet Pepsi giảm hơn 5% ở Mỹ. PepsiCo cho biết quyết định của mình là một trong những thương mại - đáp ứng sở thích của người tiêu dùng.

## Sản xuất
Sucralose được sản xuất bằng cách Clo hóa chọn lọc Saccarose trong một quá trình tổng hợp nhiều bước, mà thay ba của nhóm hydroxyl của sucrose với các nguyên tử Clo. Điều này đạt được bằng cách bảo vệ chọn lọc của một nhóm rượu chính, tiếp theo là khử trùng bằng clo của đường acetyl hóa một phần với tác nhân khử Clo dư thừa, và sau đó bằng cách loại bỏ các nhóm acetyl để cung cấp cho các sản phẩm sucralose mong muốn. Một tổ chức lại công ty công bố ngày 21 tháng 4 năm 2015 chuyển sản xuất từ nhà máy sucralose Tate & Lyle trên đảo Jurong, Singapore đến nhà máy gần đây mở cửa trở lại trong McIntosh, Alabama.

## Sử dụng sản phẩm
Sucralose được tìm thấy trong nhiều sản phẩm thực phẩm và đồ uống, được sử dụng bởi vì nó là một chất làm ngọt không có calo, không thúc đẩy sâu răng, là an toàn cho tiêu dùng của bệnh nhân tiểu đường và không tiểu đường và không ảnh hưởng đến mức insulin . Sucralose được sử dụng như là một thay thế cho, hoặc kết hợp với, các chất làm ngọt nhân tạo hoặc tự nhiên khác như aspartame, acesulfame potassium hoặc fructose corn syrup. Sucralose được sử dụng trong các sản phẩm như kẹo, thanh kẹo ăn sáng và nước giải khát. Nó cũng được sử dụng trong các loại trái cây đóng hộp trong đó nước và sucralose chiếm chỗ của các chất phụ gia siro dựa calo ngô cao hơn nhiều. Sucralose trộn với Maltodextrin hoặc Dextrose (cả hai được làm từ ngô) là nhân tố lớn được bán quốc tế bởi McNeil Nutritionals dưới tên thương hiệu Splenda. Tại Hoa Kỳ và Canada, hỗn hợp này ngày càng được tìm thấy trong các nhà hàng, trong các gói màu vàng, trái ngược với các gói màu xanh thường được sử dụng bởi aspartame và các gói màu hồng được sử dụng bởi những người có chứa chất ngọt saccharin; ở Canada, mặc dù, gói màu vàng cũng gắn liền với thương hiệu SugarTwin chất làm ngọt cyclamate.

## Nấu ăn
Sucralose là một chất làm ngọt noncaloric rất nhiệt ổn định, cho phép nó được sử dụng trong nhiều công thức nấu ăn với rất ít hoặc không có đường. Nó có sẵn trong một dạng hạt cho phép thay thế cùng khối lượng với đường. hỗn hợp này của sucralose hạt bao gồm các chất độn, tất cả đều nhanh chóng hòa tan trong chất lỏng. Trong khi sucralose hạt cung cấp rõ ràng khối lượng-cho khối lượng ngọt, kết cấu trong các sản phẩm nướng có thể được chú ý khác nhau. Sucralose là không hút ẩm, có thể dẫn đến hàng nướng đó là đáng chú ý khô hơn và thể hiện một kết cấu nhẹ hơn những người thực hiện với sucrose. Không giống như sucrose, mà tan ra khi nung ở nhiệt độ cao, sucralose duy trì cấu trúc hạt của nó khi bị khô, nhiệt độ cao (ví dụ, trong một 350 °F hoặc 180 ° lò C). Hơn nữa, trong trạng thái tinh khiết của nó, sucralose bắt đầu phân hủy ở 119 °C hoặc 246 °F. Như vậy, trong một số công thức nấu nướng, chẳng hạn như kem Brulee, đòi hỏi đường rắc lên trên một phần hoặc hoàn toàn tan chảy và kết tinh, thay sucralose sẽ không dẫn đến kết cấu bề mặt, sinh động, hoặc cấu trúc tinh thể giống nhau.
Đóng gói và lưu trữ [sửa]
sucralose tinh khiết được bán với số lượng lớn, nhưng không phải ở số lượng phù hợp cho sử dụng cá nhân, mặc dù một số pha trộn sucralose nước tập trung cao độ có sẵn trực tuyến. Những cô đặc chứa một phần sucralose cho mỗi nước hai phần. Một muỗng cà phê phần tư tập trung để thay thế cho một chén đường. Tinh khiết sucralose, khô trải qua một số phân hủy ở nhiệt độ cao. Trong giải pháp hoặc pha trộn với maltodextrin, nó là hơi ổn định hơn. Hầu hết các sản phẩm có chứa sucralose thêm chất độn và chất ngọt khác để mang lại những sản phẩm với khối lượng gần đúng và kết cấu của một số lượng tương đương của đường.
Ảnh hưởng đến hàm lượng calo [sửa]
Mặc dù sucralose không chứa calo, các sản phẩm có chứa các chất độn, như maltodextrin và/hoặc dextrose, thêm khoảng 2-4 calo mỗi muỗng cà phê hoặc gói cá nhân, tùy thuộc vào sản phẩm, các chất độn được sử dụng, nhãn hiệu, và các mục đích sử dụng của sản phẩm. Cơ quan quản lý Thực phẩm và Dược phẩm Hoa Kỳ (FDA) cho phép cho bất kỳ sản phẩm có chứa ít hơn năm calo mỗi khẩu phần được dán nhãn là "không calo".
Sức khỏe, an toàn, và quy định [sửa]
Sucralose đã được chấp nhận là an toàn bởi nhiều cơ quan quản lý an toàn thực phẩm quốc gia và quốc tế, bao gồm cả các FDA, Báo cáo / Ủy ban Chuyên gia của WHO FAO về Phụ gia thực phẩm, Ủy ban Khoa học của Liên minh châu Âu về thực phẩm, Chi nhánh bảo vệ sức khỏe Y tế và Phúc lợi Canada, và Tiêu chuẩn thực phẩm Australia New Zealand. Theo Hiệp hội Tiểu đường Canada, lượng sucralose có thể được tiêu thụ trong suốt cuộc đời của một người mà không có bất kỳ tác dụng phụ là 9 mg mỗi kg trọng lượng cơ thể mỗi ngày.
"Trong việc xác định sự an toàn của sucralose, FDA xem xét dữ liệu từ hơn 110 nghiên cứu trên người và động vật. Nhiều người trong số các nghiên cứu được thiết kế để xác định tác dụng độc hại có thể, bao gồm cả ung thư, sinh sản, và các hiệu ứng thần kinh. Không có tác dụng như vậy được tìm thấy, và FDA chấp thuận là dựa trên phát hiện rằng sucralose là an toàn cho người tiêu dùng ". Ví dụ, các nghiên cứu dinh dưỡng McNeil LLC trình như là một phần của nó FDA Phụ gia thực phẩm Đơn 7A3987 chỉ ra rằng "trong sinh trắc nghiệm vật gặm nhấm 2 năm... không có bằng chứng của hoạt động gây ung thư cho một trong hai sucralose hoặc các sản phẩm thủy phân của nó..."

## An toàn tiêu thụ
Kết quả từ hơn một trăm nghiên cứu động vật và lâm sàng trong quá trình phê duyệt của FDA đã nhất trí chỉ ra một thiếu rủi ro liên quan đến tiêu thụ sucralose. Khi tiêu thụ hàng ngày ước tính (EDI) được so sánh với lượng mà tại đó ảnh hưởng xấu này nhìn thấy (gọi là cao nhất không có tác dụng hạn chế bất lợi, hoặc HNEL) tại 1500 mg / kg thể trọng / ngày, [29] một biên độ lớn về an toàn tồn tại. Phần lớn sucralose ăn không được hấp thụ bởi đường tiêu hóa (GI) đường và được thải ra ngoài qua phân, trong khi 11-27% được hấp thụ. [5] Lượng hấp thu qua đường tiêu hóa phần lớn được lấy từ các dòng máu qua thận và loại bỏ trong nước tiểu, với 20-30% của sucralose hấp thu được chuyển hóa. Điều này có nghĩa là duy nhất giữa 2-8% của sucralose tiêu thụ được chuyển hóa, trung bình.

## Tác động tiềm tàng đối với sức khỏe
Mặc dù thường được công nhận là an toàn bởi cơ quan quản lý dựa trên thông tin từ nhiều quy mô lớn và các nghiên cứu lâm sàng, sucralose đã là chủ đề của một vài nghiên cứu quy mô nhỏ hoặc động vật cố gắng để xác định ảnh hưởng nhưng chưa được biết về các bệnh như béo phì, bệnh tiểu đường và ung thư.
Một nghiên cứu động vật Đại học Duke tài trợ bởi Hiệp hội Đường tìm thấy bằng chứng cho thấy liều Splenda giữa 100 và 1000 mg / kg thể trọng / ngày, có chứa sucralose tại 1,1–11 mg / kg thể trọng / ngày, thức ăn cho những con chuột giảm hệ vi phân, tăng độ pH trong ruột, góp phần gia tăng trọng lượng cơ thể, và tăng nồng độ của P-glycoprotein (P-gp).  Những tác dụng chưa được báo cáo ở người. [5] Một nhóm chuyên gia, bao gồm các nhà khoa học từ Đại học Duke, Đại học Rutgers, Đại học Y New York, Harvard School of Public Health, và Đại học Columbia báo cáo trong điều tiết chất độc và Dược rằng nghiên cứu Duke là "không được khoa học nghiêm ngặt và thường bị thiếu trong một số lĩnh vực quan trọng ngăn cản sự giải thích đáng tin cậy của các kết quả nghiên cứu ".
Trung tâm Khoa học vì lợi ích cộng đồng, một nhóm vận động người tiêu dùng đối với sản phẩm thực phẩm, hạ sucralose từ "an toàn" để "cảnh cáo" trong tháng 6 năm 2013, trích dẫn một nghiên cứu chưa được công bố liên kết tiêu thụ sucralose với nguy cơ bệnh bạch cầu ở chuột. [33] Nghiên cứu này đã bị chỉ trích là đang kém thực hiện và báo cáo. [34] Nghiên cứu này cuối cùng đã được công bố vào ngày 29 trong peer-xem xét Tạp chí Quốc tế lao động và sức khỏe môi trường. Một nghiên cứu liên kết với liều lượng lớn của sucralose, tương đương với 11.450 gói (136 g) mỗi ngày trong một con người (tức là, ~ 360 lần ADI 5 mg / kg thể trọng / ngày), tổn thương DNA ở chuột. Sucralose đã không thể hiện bất kỳ thuộc tính DNA gây hại trong các xét nghiệm sửa chữa DNA ở mức tiêu thụ bình thường, và không có bằng chứng của chất gây ung thư.
Trong một nghiên cứu quy mô nhỏ của 17 đối tượng thử nghiệm béo phì, sucralose đã được tìm thấy để ảnh hưởng đến phản ứng đường huyết và insulin, dẫn đến sự gia tăng nồng độ đường huyết cao điểm và tỷ lệ bài tiết insulin. [38] Trong một nghiên cứu năm 2014, sucralose hạn chế sự tăng trưởng của vi khuẩn Bacteroides trong ống nghiệm.

## Tác động môi trường
Theo một nghiên cứu, sucralose là tiêu hóa bởi một số vi sinh vật và được chia một lần thải vào môi trường. xử lý nước thải Tuy nhiên, các số đo của Viện Nghiên cứu Môi trường Thụy Điển đã cho thấy ít có tác dụng sucralose, mà hiện diện trong nước thải nước thải ở các cấp độ của một vài mg / l (ppb). Không có tác dụng độc hại sinh thái được biết đến ở các cấp như vậy, nhưng Cơ quan Bảo vệ Môi trường Thụy Điển cảnh báo một sự gia tăng liên tục trong mức độ có thể xảy ra nếu các hợp chất được chỉ chậm phân hủy trong tự nhiên. Khi đun nóng đến nhiệt độ rất cao (trên 350 °C hoặc 662 °F) trong các thùng chứa kim loại, sucralose có thể sản xuất các kết quả khói polychlorinated dibenzo-p-dioxin và các chất ô nhiễm hữu cơ bền khác.
Sucralose đã được phát hiện trong vùng nước tự nhiên. Các nghiên cứu chỉ ra rằng điều này hầu như không có tác động đến sự phát triển đầu đời của các loài động vật nào đó.